# Archaeoprepona amphimachus
Espèce
Archaeoprepona amphimachus  est un insecte lépidoptère diurne de la famille des Nymphalidae, de la sous-famille des Charaxinae et du genre Archaeoprepona.

## Dénomination
- Archaeoprepona amphimachus  a été décrit par l'entomologiste danois Johan Christian Fabricius en 1775 sous le nom initial de Papilio amphimachus [1]

### Synonymie
- Papilio amphimachus - protonyme
- Prepona amphimachus (Godman & Salvin, 1884) [2];

### Taxinomie
Liste des sous-espèces :
- Archaeoprepona amphimachus amphimachus

Synonymie pour cette sous-espèce :
Morpho amphimache (Hübner, 1819) 
- Archaeoprepona amphimachus pseudmeander (Fruhstorfer, 1906) (Brésil)

Synonymie pour cette sous-espèce :
Prepona amphimachus pseudmeander (Fruhstorfer, 1906)
Prepona fruhstorferi (Röber, 1914)
Prepona falcata (Röber, 1914)
Prepona soron (Fruhstorfer, 1914)
Prepona meander fruhstorferi f. melas (Fruhstorfer, 1916)
- Archaeoprepona amphimachus amphiktion (Fruhstorfer, 1924) (Honduras, Mexique)

Synonymie pour cette sous-espèce :
Prepona amphimachus amphiktion (Fruhstorfer, 1924)
Prepona meander phoebus f. cincta (Fruhstorfer, 1905)
- Archaeoprepona amphimachus symaithus (Fruhstorfer, 1916) (Équateur, Bolivie, Brésil)

Synonymie pour cette sous-espèce :
Prepona amphimachus symaithus (Fruhstorfer, 1916)
Prepona meander magos (Fruhstorfer, 1916)
- Archaeoprepona amphimachus baroni (Mexique)

### Noms vernaculaires
Il se nomme Prepone antimaque en français et White-spotted Prepona en anglais,.

## Description
C'est un grand papillon noir avec une flaque bleu-vert triangulaire au centre des ailes antérieures et des ailes postérieures formant un grand V.
Le revers est beige.

## Biologie
Les adultes se nourrissent de sève mais aussi de charogne, bouse et les fruits qui pourrissent en forêt.

### Plantes hôtes
Au Costa Rica une observation donne les Coffea comme plante hôte.

## Écologie et distribution
Archaeoprepona amphimachus est présent en Amérique, du Mexique au Brésil (au Mexique, au Honduras, en Colombie, en Équateur, au Brésil et en Guyane),.

### Biotope
Il se trouve dans les forêts tropicales et les forêts de feuillus humides à des altitudes comprise entre le niveau de la mer et 1 500 mètres.

### Protection
Pas de statut de protection particulier.